# Deodatus z Ruticinio
Deodatus z Ruticinio (ur. ok. 1340, zm. 14 listopada 1391) – włoski męczennik i święty Kościoła katolickiego.

## Biografia
Należał zakonu franciszkańskiego. Zginął śmiercią męczeńską 14 listopada 1391 razem z Mikołajem Taveliciem, Stefanem da Cuneo i Piotrem z Narbony. Został beatyfikowany przez papieża Pawła VI w 1966, a kanonizowany również przez Pawła VI w 1970.